# Muzeum im. Gustawa Morcinka w Skoczowie
Muzeum im. Gustawa Morcinka w Skoczowie – muzeum położone w Skoczowie, stanowiące oddział Muzeum Śląska Cieszyńskiego w Cieszynie.
Placówka mieści się w zabytkowej XVIII-wiecznej kamienicy. Jego otwarcie miało miejsce w dniu 20 grudnia 1986 roku.
W muzeum znajduje się wystawa biograficzna, poświęcona Gustawowi Morcinkowi. Została ona tu przeniesiona w 1982 roku – wcześniej mieściła się w dawnym domu pisarza. Ponadto eksponowane są zbiory związane z pradziejami Skoczowa i okolic (od epoki kamienia po wczesne średniowiecze). Część ze zbiorów archeologicznych pochodzi ze zbiorów mineraloga i etnografa Karola Prausa. Natomiast na pierwszym piętrze znajduje się ekspozycja poświęcona rzemiosłu na terenie Śląska Cieszyńskiego, gdzie znajdują się przedmioty związane m.in. z garbarstwem, garncarstwem, lutnictwem, rusznikarstwem, złotnictwem i zegarmistrzostwem.
Przy udziale Muzeum opracowano dwa skoczowskie szlaki piesze: Szlak Morcinkowski i Szlak Sarkandrowski. Ponadto placówka objęła swym patronatem Muzeum Jana Sarkandra w Skoczowie.